# 北方郵政瑞典

北方郵政瑞典（PostNord Sverige）是瑞典的郵政企業。2009年，瑞典郵政和丹麥郵政合併，創建北方郵政。北方郵政瑞典的歷史可以追溯至1636年。

## 外部連結
- Posten.se （页面存档备份，存于） – Official Posten site